# Šen-čou 1
Šen-čou 1 (čínsky pchin-jinem Shénzhōu yīhào, Shénzhōu 1, znaky 神舟一号; česky Božská loď 1) byl automatický zkušební let bez plné výbavy na lodi Číny. Let se uskutečnil v roce 1999. Návratový modul přistál v oblasti vnitřního Mongolska.